# Rieslaner

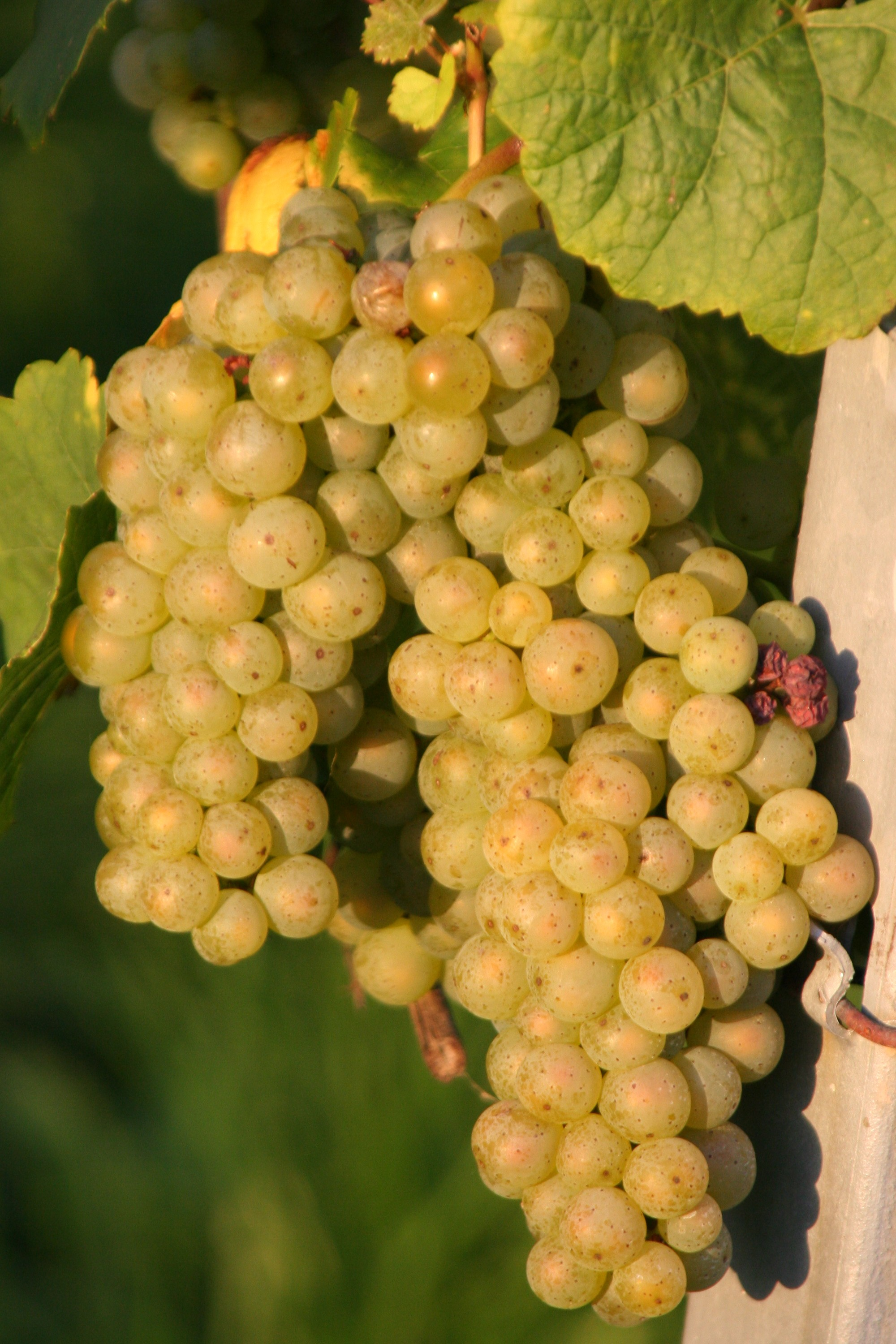
Rieslaner druiven.

Rieslaner is een wit druivenras geteeld voor de vinificatie van wijn. Het is een in 1921 – op het Beierse Staatsinstituut voor wijnbouw en tuinbouw in Veitshöchheim – ontwikkelde kruising tussen Riesling en Sylvaner.
In 1950 werd de druif herontdekt en in Duitsland vrij algemeen aangeplant, maar pas in 1957 vermeld op de lijst van rassen. Voor teelt in Franken en de Palts werd de druif pas vrijgegeven in 1968. Juist en vooral in deze wijnstreken wordt de druif nog het meest verbouwd.
In enkele andere Duitse wijnstreken komt zij ook sporadisch voor. Binnen  Duitsland is er ongeveer 85 hectare (2007) mee beplant.
De Rieslaner heeft de neiging om een wat hoge zuurgraad te geven. In de wat mindere jaren zal deze zelfs de kwaliteitstrap kabinett moeilijk kunnen halen. In goede jaren haalt de druif deze kwaliteitstrap ruimschoots en is dan in staat goede wijnen te leveren. Kenmerkend zijn de typische citrustonen. In zonniger jaren passievruchten, perziken en mango.
Als gevolg van de hoge zuurgraad wordt de Rieslaner vaak ingezet bij de productie van sekt.
Deze na kruising ontstane druif is op haar beurt weer gebruikt voor het nieuwe druivenras Albalonga en Fontanara. Overigens zijn er meer druivensoorten ontwikkeld met behulp van kruisingen tussen de Riesling en Sylvaner. Bijvoorbeeld Optima met de Müller-Thurgau en mogelijk de Mariensteiner.